# اونتر مولهاوزن
اونتر مولهاوزن (به آلمانی: Untermühlhausen) یک منطقهٔ مسکونی در آلمان است که در پنزینگ (باواریا) واقع شده‌است. اونتر مولهاوزن ۴۰۰ نفر جمعیت دارد.